# Jean-Baptiste Cayla
Jean-Baptiste Étienne Cayla est un homme politique français né le 2 août 1735 à Saint-Martin-de-Vers (Lot) et décédé le 17 janvier 1793 à Paris.
Avocat à Figeac, il devient juge au tribunal de la ville et est élu député du Lot à la Convention en 1792. Il siège à la Montagne, et meurt juste avant le procès de Louis XVI.

## Sources
- « Jean-Baptiste Cayla », dans Adolphe Robert et Gaston Cougny, Dictionnaire des parlementaires français, Edgar Bourloton, 1889-1891 [détail de l’édition]